# Entomobrya sauteri
Entomobrya sauteri är en urinsektsart som beskrevs av Boener 1909. Entomobrya sauteri ingår i släktet Entomobrya och familjen brokhoppstjärtar. Inga underarter finns listade i Catalogue of Life.